# 阿隆·馬克卡雷
阿隆·馬克卡雷（英語：Aaron McCarey；1992年1月14日—）是一位愛爾蘭足球運動員，在場上的位置是守門員。他現在效力於蘇超球隊罗斯郡。他也代表愛爾蘭國家足球隊參加比賽。